# Jacek Brucheiser
Jacek Brucheiser (ur. 16 lipca 1959 w Ostrowie Wielkopolskim) – polski żużlowiec.
Sport żużlowy uprawiał w latach 1979–1998, reprezentując kluby Ostrovia i  Iskra Ostrów Wielkopolski (1979–1994, 1997–1998), Kolejarz Opole (1995) oraz Start Gniezno (1996).
Finalista mistrzostw Polski par klubowych (Ostrów Wielkopolski 1987 – VIII miejsce). Trzykrotny finalista indywidualnego Pucharu Polski (Tarnów 1986 – XIII miejsce, Gniezno 1987 – XV miejsce, Opole 1988 – XV miejsce). Finalista turnieju o "Złoty Kask" (1987 – X miejsce). Zdobywca I (1981) i III (1993) miejsca w turnieju o "Łańcuch Herbowy miasta Ostrowa Wielkopolskiego". Dwukrotny zdobywca III miejsca (1985, 1988) w memoriałach Bronisława Idzikowskiego i Marka Czernego w Częstochowie.
Po zakończeniu czynnej kariery sportowej pracował jako toromistrz na ostrowskim stadionie.